# Pontifex romanus (1511)
Ne doit pas être confondu avec Romanus pontifex.

La bulle pontificale Pontifex romanus fulminée le 8 août par Jules II crée les trois évêchés de Santo-Domingo, de la Vega à Hispaniola et de San Juan de Porto Rico, premiers évêchés d’Amérique.
Ces diocèses remplaçaient la première province ecclésiastique, Hispaniola, érigée en 1504 par la bulle Illius fulciti du même pape.